# Háj

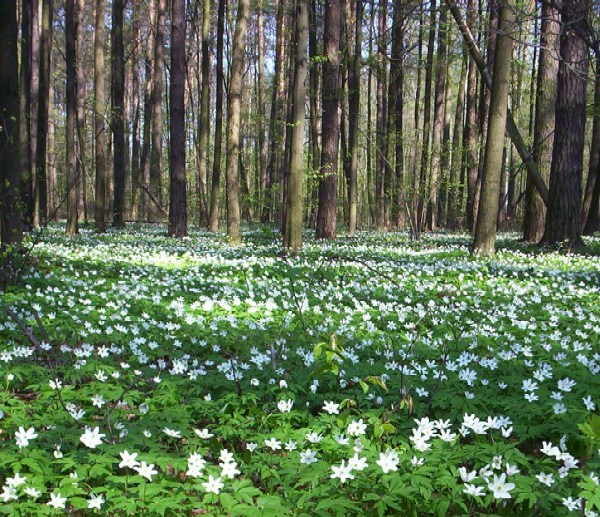
Háj v Polsku s kvetoucí květenou.

Háj je název pro světlý listnatý les s bohatým podrostem, tvořeným tzv. hájovou květenou[zdroj?]. Jedná se především o olšiny, dubohabřiny a květnaté bučiny.
Hájová květena je adaptována k tomu, že využívá ke kvetení ročního období s největším množstvím světla – to je v háji časně zjara. Hájová květena musí stihnout odkvést po roztání sněhu a oteplení půdy na minimální přijatelné hodnoty (většinou 3 až 5 °C), ale zároveň před olistěním či maximálně zároveň s počátkem olistění stromů. Po olistění totiž množství slunečního záření pronikajícího do porostu výrazně poklesne. Hájová květena tak kvete mezi březnem a počátkem května a po relativně krátkém období květu (2 až 5 týdnů) odplodí[zdroj?].

## Příklady hájové květeny
- Kvete v březnu:
  - sněženka podsněžník
  - bledule jarní
- Kvete koncem března či v dubnu:
  - jaterník podléška
  - dymnivka (všechny druhy)
  - sasanka hajní
  - orsej jarní
  - plicník lékařský
  - bažanka vytrvalá
  - prvosenka jarní (petrklíč)
- Kvete koncem dubna či v květnu:
  - kostival lékařský
  - ptačinec hajní
  - hluchavka skvrnitá
  - pitulník